# Connect College
Het Connect College (voormalig Bisschoppelijk College Echt (BCE)) is een rooms-katholieke middelbare school in het Limburgse Echt. De school telt 1350 leerlingen uit de omgeving. Het aantal personeelsleden is ongeveer 175, waarvan 150 docenten en 25 onderwijsondersteunend personeel.
De school werd in 1969 als dependance van het Bisschoppelijk College Roermond in Echt gevestigd. In 1970 verkreeg de school zijn zelfstandigheid. In 1987 werd er een fusie tot stand gebracht met de MAVO Dr. Edith Stein. Op 1 augustus 2000 werd ten slotte opnieuw een fusie tot stand gebracht, nu met de onderwijsgemeenschap Gelre Gulick. Gepaard met die fusie werd er in het noorden van Echt, als aanvulling op het oudere schoolgebouw, een nieuw gebouw gerealiseerd. Hier is de afdeling vmbo gevestigd, welke ongeveer 400 leerlingen telt. Er wordt sinds enkele jaren Spaans en Natuur, Leven en Technologie aangeboden voor de studenten van HAVO & Vwo. Ook biedt de school sinds schooljaar 2009-2010 het gymnasium aan. 
Sinds schooljaar 2007-2008 heeft de school een nieuwe naam: het Connect College.
De streekomroep Limburg2 Sol2 is sinds 2020 in deze school gehuisvest. 